# 삼화전자공업
삼화전자공업은 삼화콘덴서공업의 계열사로 페라이트 코어 및 MPC(Magnetic Powder Core, 자성 분말 코어) 제조 기업이다.

## 공장
- 용인 공장: 용인시 처인구 남사면
- 세종 공장: 세종시 조치원읍 운주산로
- 중국 칭다오 공장: 중국 산동성 칭다오시